# Isengard (famiglia)
Gli Isengard sono una nobile famiglia italiana, originaria della Svevia, instauratasi prima a Genova e poi alla Spezia nella seconda metà del XVIII secolo.

## Storia
Il capostipite della famiglia fu tale Giovanni d'Isengard nato in Svevia, colonnello comandante in Borgsteinfort, marito di Cornelia Wendalina dei conti di Dembrock. 
Il figlio di lui Giovanni Teodoro fu anch'egli colonnello al servizio del Principe Vescovo di Munster, sposò Maria Elisabetta Hoflinger di Bruchausen e fu padre di Giovanni Teodoro Giacomo Lamberto, nato a Munster il 28 dicembre 1662.
Questi prima maggiore al servizio dell'Imperatore e poi colonnello comandante le guardie tedesche del Real Palazzo della Serenissima Repubblica di Genova, fu dall'imperatore Giuseppe I insignito del titolo di Barone del S.R. I. trasmissibile ai discendenti maschi e femmine per legittima linea mascolina con concessione del 14 ottobre 1706. Morì a Genova il 28 giugno 1741. 

Fu padre di Giovanni Teodoro Giambattista Domenico, nato a Genova nel 1701, morto a Pizzighettone nel 1727, marito di Anna Eleonora contessa di Oppersdorff e di Giovanni Teodoro Lamberto Giacobbe, nato a Genova nel 1729; costui fu il capostipite del ramo spezzino della famiglia d'Isengard, essendosi trasferito alla Spezia nel 1751.
Il figlio, Luigi Teodoro, valente geografo-naturalista, servì a lungo la Repubblica di Genova e poi la democratica Repubblica ligure (al tempo della quale aveva professato idee giacobineggianti), nacque alla Spezia nel 1756 e vi morì nel 1824.
I bisnipoti Teodoro e Luigi furono rispettivamente un eminente cartografo il padre e un militare, patriota e presbitero il figlio.

### Genealogia essenziale
- Giovanni
  - Giovanni Teodoro
    - Giovanni Teodoro Giacomo Lamberto (Munster, 28 dicembre 1662 - Genova, 28 giugno 1741)
      - Giovanni Teodoro Lamberto Giacobbe (Genova, 1729) capostipite del Ramo spezzino
        - Luigi Teodoro (La Spezia, 1756 - La Spezia, 1824)
          - Francesco
            - Teodoro (? -La Spezia, 1865)
              - Luigi (La Spezia, 11 maggio 1843 - La Spezia, 17 novembre 1915)